# أحمد محمد عطية
أحمد محمد عطية (1935 - 1993)، هو كاتب روائي مصري. يعد عطية من الأدباء الجادين، وله نحو ثلاثين كتابا بين الرواية والقصة والترجمة والنقد الأدبي.
ولد في القاهرة عام 1935، وتعلم بها، وعمل في مجلس الدولة وفي الصحافة بدأ كتاباته في السياسة مباشرة ثم تحول إلى ترجمة الأدب العالمي وكتب في الرواية والقصة ثم استقر على الكتابة بالنقد الأدبي.

## وفاته
توفي سنة 1993 إثر مرض طويل عن عمر يناهز 58 عاما.

## من مؤلفاته
- «أدب أكتوبر». 1980.
- «الرواية السياسية».
- «أدب البحر».
- «أدب المعركة».
- «الخوف والشجاعة». 1971.
- «أنور المعداوي: عصره الأدبي وأسرار مأساته».
- «البطل الثوري في الرواية العربية الحديثة».
- «حرب أكتوبر في الأدب العربي الحديث».
- «كلمات من جزر اللؤلؤ: دراسة في أدب البحرين الحديث».
- «حريق القاهرة أو نذير العاصفة». 1966.
- «مكسيم غوركي: حياته وأدبه». 1966.
- «أصوات جديدة في الرواية العربية».
- «في الادب الليبي الحديث». 1973.
- «الالتزام والثورة في الأدب العربي الحديث». 1974.
- «توفيق الحكيم اللا منتمي». 1979.
- «أضواء جديدة على الثقافة العربية». 1980.
- «مع الفلاحين / مكسيم غوركي». (ترجمة 1957).
- «دفاع عن الزنوج». 1965.
- «فن الرجل الصغير في القصة العربية القصيرة».
- «أبناء العم توم».
- «أدب الثورة المضادة».
- «أصوات جديدة في الرواية العربية».
- «هموم المرأة العربية في القصة والرواية».
- «نحو ثقافة عربية أصيلة».
- «أزمة البطل الثورى في الرواية العربية».[4]
- وكان قبل وفاته قد أوشك على الانتهاء من كتاب بعنوان «نجيب محفوظ وتأصيل الرواية العربية».